# Una barca nel bosco
Una barca nel bosco è un romanzo di Paola Mastrocola  pubblicato nel 2003 dalla casa editrice Guanda.
Il romanzo si è aggiudicato nel 2004 il Premio Campiello e il Premio Alassio Centolibri - Un Autore per l'Europa.

## Trama
Gaspare Torrente è un ragazzo quattordicenne che è sempre vissuto su una piccola isola poco conosciuta nel sud Italia. Figlio di pescatori, non spera di poter continuare a studiare dopo la terza media. Ma un giorno sull'isola approda un'insegnante di francese, Mme. Pilou, che si accorge che Gaspare è bravo, molto bravo. E così inizia a dargli lezioni private di latino e francese, gli fa leggere molti classici e tradurre un sacco di latino. Gaspare è bravissimo, e gli piace studiare. Un giorno Mme. Pilou va a casa sua per parlare con i suoi genitori: devono farlo studiare, deve continuare gli studi, andare al liceo, all'università. E i genitori accettano. Di conseguenza, l'anno dopo, Gaspare e sua mamma si trasferiscono a Torino, a casa della zia Elsa, mentre suo padre rimane a lavorare sull'isola. Questa situazione pesa molto a tutti, ma Gaspare è felice di andare al liceo. Pensa che sarà subito una "cosa tosta". Ma il primo giorno di scuola lo passa guardando le scarpe degli altri perché i suoi compagni osservano le sue ridendo. Non è alla moda, si sente un pesce fuori d'acqua durante la prima settimana d'accoglienza durante la quale si annoia e ricorda il padre lontano sull'isola, che lavora per farlo studiare. Quando finalmente iniziano i corsi, Gaspare ci rimane male. È molto più avanti dei suoi compagni, e i professori sono incapaci.
Così in latino prende sempre 10, legge già Verlaine in lingua originale e generalmente è il più bravo della classe, ma questo lo penalizza socialmente. Tutti lo considerano un secchione, e neanche alla moda. Sua mamma invece è fierissima, apre una gastronomia e racconta a tutte le clienti che bravo che è suo figlio.
Gaspare si prepara per la prima interrogazione di francese, per la quale si offrirà volontario. Si prepara su Paul Verlaine, facendo una ricerca perfetta, ma, al momento dell'interrogazione, la professoressa Cerutti, soprannominata Cerbiatti, gli fa due domande base. Lui, scioccato, non apre bocca. Qui, la Cerbiatti gli consiglia di frequentare un corso di recupero. Sua mamma è disperata. Gaspare è abbattuto. Il liceo è una fregatura, ha nostalgia del mare e del suo papà e non riesce ancora a capire perché i suoi compagni non ne vogliono sapere di essere suoi amici. In particolar modo, nota che sono tutti ricchi e vestono super alla moda, mentre lui è più povero e veste antiquato.
Data la bravura in latino di Gaspare, ogni mattina, cinque minuti prima che suoni la campanella è costretto a far copiare un suo compagno, Masonti, ma è ovviamente contrariato. 
Dopo aver tradotto da Ovidio un brano sul destino di Teseo, un giorno Gaspare, arrabbiato, fa notare alla preside che gli insegnanti arrivano sempre in ritardo per la lezione di cinque-dieci minuti, presentando proprio una tabella con tutti i minuti sommati di ritardo. La preside gli risponde dicendo che gli insegnanti lavorano anche quando non sono in classe, così il protagonista ritira la sua "protesta". Tornato a casa va con sua madre a comprare delle scarpe Nike in pelle bianca, ma ormai sono passate di moda e non "vanno bene" ai compagni.
Il protagonista viene convocato dalla preside, che gli suggerisce di frequentare l'OA, vale a dire l'Ora di Ascolto, per imparare a socializzare con i compagni. Si reca così dalla psicologa Lo Gatto stringendo con lei una salda amicizia. All'inizio parla solo la psicologa, mentre lui ascolta; piano piano, anche il ragazzo inizia a dire qualcosa. Però, quando la Lo Gatto gli chiede che regalo vorrebbe per Natale, lui non risponde. Sentendo parlare nei giorni successivi due suoi compagni di classe che annunciano l'arrivo della cintura di pesce, Gaspare decide che sarà quello il suo regalo di Natale assieme ad un videogioco: "così magari faccio amicizia", afferma il ragazzo. Ma la madre gli dice che non ci sono abbastanza soldi, per cui non trova neanche il coraggio di chiederle la cintura di pesce. Gaspare ricorda la sua amica d'infanzia Giorgia, con la quale era solito giocare sull'isola. 
È Natale. Zia Elsa si ammala, e così Gaspare e la madre non possono tornare all'isola. Il giorno di Natale la zia è quasi guarita e cucina centinaia di agnolotti. A pranzo, le due sorelle raccontano al giovane che i loro mariti "pucciavano"(cioè "intingevano") gli agnolotti nel vino e che, nel reiterare l'azione di intingere, alla fine si formava, nel vino, un occhio d'olio. Gaspare, a questo pensiero, vomita. Gaspare torna a Torino dopo un'estate passata all'isola e dopo aver rivisto la sua amica Giorgia. Qui, finalmente acquista il coraggio, grazie alla Lo Gatto, di chiedere alla madre una cintura di pesce, ma questa respinge la richiesta. Però una mattina, mentre si prepara al buio la colazione, trova la cintura sulla scodella, con Zia Elsa che lo guarda sorridente. Purtroppo ormai è tardi, nella sua classe tutti hanno quella cintura e così non può acquisire "punti" di socializzazione.
Gaspare cerca di diventare, all'interno della classe, una figura un po' più importante; magari pensa come "re delle frasi". Informa il Masonti che in cinque minuti non tutti riescono a copiare tutte le frasi, così si organizzano nel fotocopiare la pagina del quaderno di Gaspare, distribuendo i fogli ai compagni. Il tutto va avanti per due settimane, ma un giorno Caritone incolla male la fotocopia, il professor De Gente se ne accorge e chiama la preside. Questa chiede di chi sia la colpa: Gaspare si alza, seguito dal Masonti. La preside li rimprovera, ma i compagni, al rientro, li accolgono con un applauso: Gaspare finalmente è riuscito a socializzare. Diventa così un po' più popolare, perché il Masonti è amico del Seba, il più popolare della classe e da quel giorno Masonti lo stima. Però continua a non essere inviato a casa di nessuno per giocare alla Play Station e a sentirsi un pesce fuori d'acqua a causa dei suoi voti.
Fino a quel momento, durante l'intervallo Gaspare rimaneva attaccato ad un termosifone, perché, non avendo nessun amico, non sapeva con chi stare. Sul termosifone opposto vi era un altro ragazzo, Furio, che lo osserva. Dopo il caso del compito di latino copiato, però, Gaspare gironzola con il Masonti, che gli fa da insegnante di gergo giovanile, il linguaggio da usare col resto del "branco": i compagni di classe amici di Masonti. Riesce ad invitare la Frullari, ragazza che piace a Gaspare, ma non conclude niente. Caritone, per scusarsi con Gaspare per la faccenda delle fotocopie gli insegna a "cammellare", un modo strano di camminare. Gaspare si compra anche dei jeans stretti e una felpa bicolore corta come tutti i suoi compagni, e inizia a sentirsi parte del branco di popolari. 
Gaspare rinuncia a ritornare per Natale e Capodanno all'isola, solo per andare alla sua prima festa con i compagni. Sua mamma è scandalizzata, non lo riconosce più. Ma alla fine Gaspare rimane a Torino e va alla festa. Una festa organizzata da un certo Paolo Bono nella sua villa con piscina. Ci va con il suo pseudoamico Masonti, ma nella confusione si dividono. Gaspare si annoia, così si ubriaca e nel bagno, una ragazza con la maglia viola, ubriaca anche lei, lo bacia, ma lui le vomita addosso. Torna a casa verso le sette di mattina, frastornato e triste. 
Grazie a un cinque, preso volontariamente in scienze, Castagno Marco, un altro popolare, lo invita al suo maneggio l'oasi perduta. Tutti salgono a cavallo, ma Gaspare no, non ci sa andare. Dopo, tutti vanno dal Bela, (Belardi Filippo), a giocare ai videogiochi. Gaspare partecipa dapprima con entusiasmo, poi pensa che questa Play Station sia una scemata, alla lunga.
Finalmente Gaspare chiede al suo idolo, il Seba, se vuole venire con lui in birreria: quello gli risponde con un ghigno, che il protagonista interpreta come un sì. All'appuntamento Il Seba non si presenta, così Gaspare si ubriaca e va a casa a vomitare. Decide di comprarsi un telefono cellulare, anche se non quello più in voga. La madre ovviamente è contraria al suo continuo messaggiare, ma lo lascia fare. Un giorno lo sente mentre dice parolacce al telefono con Salpinge e scoppia in lacrime, quando vede come è ridotto il diario che, nuovo, era di un color blu cielo e ora è nero con disegnato al centro un teschio bianco. Ma il culmine della sua socializzazione avviene quando, dopo un voto scarso in francese, Gaspare dice alla Cerbiatti "Grazie, strega!". Tuttavia questa non lo manda dalla preside. Al ritorno tutti i suoi compagni e gli studenti di altre sezioni lo accolgono con applausi e striscioni.
Durante l'ora di francese, la Cerbiatti annuncia che si faranno degli scambi culturali.: Gaspare dovrà ospitare per un mese, ad aprile, una certa Corinne Dessalle. È contento che ci sia ancora molto tempo prima di conoscere la ragazza, perché in questo modo potrà immaginarsela come vuole e il pensiero che verrà ospitata da loro durerà più a lungo: questo lo rende felice. 
Fine dell'anno. Gaspare ha in pagella dei voti più bassi rispetto all'anno precedente. Questo non fa felice la mamma,che però durante tutto l'anno non ha detto niente al marito delle stranezze del figlio, per non addolorato.
Giù all'isola, Gaspare e la madre continuano a non raccontare nulla di vero sulla scuola. Mentono sui voti, sull'atteggiamento, sui compagni. Gaspare spera di rivedere Giorgia, ma purtroppo non la incontra; così decide di andare al largo, con la barca di suo papà. Lì si sente felice, e vorrebbe non essere mai andato via dall'isola, da suo padre, dal liceo.
Terza liceo. Gaspare, privo di computer, si reca periodicamente a casa del compagno di classe Federico Cartonzi, per poter comunicare vie e-mail con Corinne. Si descrive in modo diverso da come è in realtà: di nome Felix, più alto, biondo, famiglia di origine francese, madre che dà ripetizioni di latino, padre ingegnere sempre in giro per il mondo.
Gaspare vorrebbe cambiare totalmente la casa: mettere una moquette, cambiare i tappeti, sistemare i muri, nascondere i tubi del riscaldamento e quant'altro, ma la madre lo ferma subito. Allora va a passeggiare lungo il Po con il suo unico vero amico che stranamente è diventato Furio. Quest'ultimo gli promette che gli verrà in mente qualcosa.
Grazie ad una pubblicità di Natale, a Gaspare venne in mente l'idea di coprire i tubi del riscaldamento con delle piante. Qui, inizia a comprare una Stella di Natale nel negozio accanto alla gastronomia della madre, credendo che la sua piccolezza bastasse per almeno un tubo, ma, ricredendosi, compra un pioppo.
Poi, per non prendere più il massimo dei voti durante le verifiche di latino, inizia ad interessarsi di "bocce", guardando le "bocce" (come le definisce lui) di una sua compagna: Margherita Quadrotto. L'amicizia con Furio diventa rose e fiori, infatti con lui può confidarsi su quello che fa nel retrobottega: continua ad appassionarsi di latino, e traduce fino a notte fonda.
Furio vuole diventare peluccaio, gli piace scegliere degli occhi dei peluches che fabbrica. Anche Gaspare ha un sogno: quello di diventare un latinista, ma non lo dice a Furio, almeno per ora. A scuola finalmente arriva la foto di Corinne: Gaspare è ora ufficialmente innamorato.
Per l'arrivo di Corinne, Furio e Gaspare devono pensare a risolvere i problemi delle bugie sul suo aspetto che le ha comunicato nell'e-mail. Furio dice che per l'altezza e le origini della famiglia può dire che ha scherzato; ma per il biondo dei capelli, Furio versa in testa a Gaspare una sostanza che usa per i peluches, così i capelli di Gaspare diventano di un giallo polenta. Gaspare è molto eccitato, e preoccupatissimo. 
Il giorno in cui arriva Corinne, Gaspare deve subito spiegare che il suo nome non è Felix, ma Gaspare. Quando arrivarono a casa, Corinne sembra maleducata, a tal punto che non saluta nemmeno la madre e la zia del ragazzo. Così questi si rifugia nel suo retrobottega. In effetti, Corinne è una delusione. Maleducata e stupida, si ubriaca sempre e tratta male Gaspare.
Fine liceo. Gaspare ha la sua prima macchina, acquistata dal panettiere dato che il figlio è andato a militare. Così Gaspare fa un viaggio: va a vedere l'Oceano atlantico, in un luogo ad ovest della Francia. Tornato, si incontra con Furio nel solito bar dove gli viene annunciato che il suo amico andrà a studiare a Berkeley. Gaspare sembra scioccato; così, per ripicca, dice che andrà a studiare latino.
Gaspare si è informato e documentato su come far vivere al massimo le piante, così trasforma casa sua in una foresta vera e propria. Furio, non ancora partito per l'università, lo vede a passeggio con una pianta in braccio. Così i due vanno a casa di Gaspare, e lì Furio resta meravigliato della casa, così piena di piante. La mamma di Gaspare sopporta le stranezze del figlio e invecchia. 
Gaspare si iscrive infine a Scienze della comunicazione, non a latino, perché non vuole deludere i propri genitori. Decide di seguire una laurea breve. Si consulta con il Dottor Grigori, assistente del Professore di Comunicazione Scritta, questo gli dà consigli, gli spiega meglio quello che succede all'università. Gaspare lo informa che vorrebbe laurearsi su Rutilio Namaziano. Può. Gaspare riceve dei complimenti dal Professor Batticolla, che gli dice di farsi rivedere. Così Gaspare si presenta all'appuntamento ma non riesce a dire tutto ciò che vuole. È tanto che qualcuno non gli dice che è bravo, Gaspare è contento.
Decide di fare assolutamente la tesi su Rutilio Namaziano con il Professor Batticolla. Un allievo di quest'ultimo gli dice che l'unico modo per parlare con il professore è "beccarlo" in ascensore. Calcola che avrà dai 90 ai 220 secondi. Così Gaspare si fa trovare in ascensore con il professore, gli spiega tutto e questi gli risponde positivamente.
Gaspare cambia facoltà pur di fare la tesi su Rutilio Namaziano con il Professor Batticolla, così si iscrive a giurisprudenza. La madre di Gaspare è molto contenta della scelta, addirittura euforica. Inizia così a preparare la tesi, ma ci mette molto tempo, perché deve comunque occuparsi delle piante. Purtroppo la tesi non viene apprezzata dal professore, così deve rifarla da capo. C'erano troppe idee personali, troppe poche citazioni. Finalmente si laurea, con il massimo dei voti. Ora Gaspare si sente un vecchio allievo del Batticolla, quindi diventa un'"ape", come gli altri vecchi allievi. Aiuta la moglie del prof e va agli aperitivi.
Passano due anni: ora Gaspare gestisce un bar. Gli hanno rifiutato un posto in uno studio legale. Lo hanno dato a un suo vecchio compagno di scuola con il padre avvocato. La casa di Gaspare, ora, è riempita di alberi da cima a fondo. Una sera, un uomo tutto incappucciato per la pioggia a dirotto si siede al bar ed ordina un cappuccino senza schiuma: è Furio che lo aspetta fino alla chiusura per parlare.
Sempre la stessa sera del ritorno di Furio, Gaspare gli racconta tutti gli avvenimenti di quei 5 anni che Furio è stato via. Sua mamma e sua zia sono morte, lui è da solo con le sue piante.
Gaspare racconta a Furio che sua madre è stata a lungo in ospedale e che lui andava ogni giorno a trovarla finché un giorno, arrivando in ritardo di dieci minuti, l'aveva trovata morta dietro un paravento nero. 
Gaspare spiega a Furio che ha dovuto sfondare i muri in casa per farci stare le piante. Per il pioppo ha dovuto creare una stanza apposta per lui, dove, per mezzo di una carrucola, il pioppo può oscillare e prendere aria.
Sei mesi dopo l'ultima volta che Gaspare e Furio si sono visti, quest'ultimo propone di andare a fare un picnic: loro due, più la sorella, che fino a quel momento Gaspare non conosceva. Qui Furio propone di fondare un'azienda dove avrebbero progettato delle case con dentro le piante e i peluche. Ma Gaspare rifiuta. No se la sente di lasciare casa sua, il suo pioppo, le sue piante.
Gaspare accetta di rivoluzionare casa propria, adattandola completamente all'esigenza delle piante: si ritrovano a casa di Furio per fare il progetto. Finito questo, gli operai fanno il lavoro e gli ricostruiscono la casa. A questo punto tutto il vicinato conosce la stranezza di quella casa, la voce si sparge e a poco a poco vengono addirittura dei turisti per vistarla e a chiedere consigli sulle piante e a domandargli i motivi della sua impresa. Gaspare è confuso. Non ha fatto niente di che, solo adattato la casa al suo bosco.
Finalmente Gaspare trova il coraggio di dire tutto al padre: dalle bugie raccontate al tempo del liceo, dal non aver venduto la sua barca, la Camilla, alla delusione dell'università, al progetto con Furio. Ma qui,il lettore scopre che il padre è morto al terzo anno di liceo di Gaspare, subito dopo che Corinne se n'era andata. Lui è morto e suo figlio non può più ritornare indietro, diversamente dai suoi alberi che sono cresciuti con lui.

## Tipologia di narrazione
Inizio
L'inizio è in medias res, perché porta il lettore nel pieno della riflessione del protagonista Gaspare Torrente, il quale dice che gli pesa stare di mattina a casa, al buio, a fare colazione, lavarsi al freddo, mettersi su il latte nel pentolino, e stare attento a non farlo colare sul fuoco.
Fine
Il testo finisce con una confessione di Gaspare al padre, dove dice tutto ciò che non gli ha mai detto quando avrebbe potuto. Gli racconta dei problemi a scuola, dei voti in latino, dell'università e di tutto il resto. Poi gli dice che sapeva che non voleva che lui facesse il pescatore, ma gli dice anche che è giusto che i figli di pescatori facciano i pescatori, che i figli di avvocati facciano gli avvocati. Gli dice che lui parlava troppo con il mare, che non sapeva niente del mondo, e che quindi non poteva capire visto che era estraneo a certi aspetti cruciali come il condizionamento della moda o delle ragazze.

## Cronologia
Della storia
La cronologia della storia si estende dal primo anno di liceo, ad alcuni anni dopo l'università: dai 13 anni ai suoi 25 anni, in tutto 12 anni.
Del racconto
Per quanto riguarda il tempo del racconto, è presente qualsiasi tipo di variazione della durata: oltre a pause e scene, vi sono sommari ed ellissi, per quanto riguarda agli ultimi anni di liceo e anni dopo la laurea (ellissi), per quanto riguarda agli anni dell'università (sommario).

## Distanza
La distanza del testo narrativo è assolutamente minima, perché l'autrice cerca di far coincidere i tempi in cui il lettore legge il testo con i tempi in cui le vicende si svolgono usando maggiormente il passato prossimo e il presente.

## Sistema dei personaggi
Modalità di presentazione
Presentazione prevalentemente indiretta. Per quanto riguarda Corinne ed il racconto finale con il padre, la presentazione è invece diretta.
Caratteristiche
Gaspare è una persona fragile, esile, timida che si lascia condizionare, docile. Ma anche che vive nel proprio mondo, almeno quando è solo. Pare una persona devota al Cristianesimo, dato che in qualche punto del testo Gaspare prega Dio o Gesù. La sua famiglia è, come situazione economica, povera. Il padre fa, infatti, il pescatore, quando invece le famiglie dei suoi compagni di liceo sono tutte ricche con padri che lavorano all'estero. Per quanto riguarda l'aspetto di Gaspare non abbiamo molte informazioni, solo che è moro e non molto alto.
Lui si sposerà con la sorella di Furio, Gemma (la ragazza non è la vera sorella di Furio, ma ne è la sorella adottiva).
Tipologia
Tutti i personaggi sono dinamici, tranne il padre.
Ruoli e funzioni
Gaspare svolge il ruolo del protagonista, mentre Furio quello del co-protagonista. Nel primo anno di liceo, i suoi compagni di classe, ricoprono il ruolo di antagonisti, o, per la maggior parte del romanzo, di comparse. Invece nel secondo anno si instaura un rapporto amichevole, anche se basato sull'andamento fisico e sulla qualità del saper vestire alla moda dello stesso Gaspare. I personaggi secondari di questo testo sono: la mamma, Madame Pilou, zia Elsa, la signora Lo Gatto e il papà di Gaspare. Comparse sono: I professori, i parenti di Gaspare, il professore Batticolla e i suoi aiutanti, l'aiutante barista e la sorella di Furio. I mittenti sono i genitori di Gaspare. Il destinatario invece è il protagonista stesso, Gaspare.

## Luoghi
Il racconto è ambientato nella città di Torino, dove abita Gaspare e la sua famiglia, tranne il padre, che si trova in un'isola di cui al lettore non viene mai rivelato il nome. La scuola influisce sul comportamento dinamico di Gaspare; infatti inizia a guardare al proprio aspetto, a cambiare il modo di comunicare, a sottovalutare lo studio. Torino, o meglio, il liceo, lo cambia totalmente. Si comporta in modo diverso, solo per farsi accettare dai compagni, per essere visto e per avere almeno un po' di felicità durante i 5 anni di liceo. Il suo cambiamento è dovuto al fatto che vuole farsi, nella nuova scuola, dei nuovi amici. Per quanto riguarda i luoghi interni, anche questi influiscono sullo stile di vita di Gaspare; infatti gli alberi che si adattano alla casa di Gaspare, anzi, la casa che si adatta agli alberi, o, come la chiamano loro, Furio e Gaspare, "Bosco Mondo" cambia il vivere di Gaspare. "Al posto del tetto abbiamo messo una cupola in plexiglas. Tutto secondo i disegni di Furio ingegnere ... naturalmente. Una cupola trasparente che si apre e si richiude a comando. Quando vuoi che entri l'aria o la pioggia apri, altrimenti chiudi. [...] Poi abbiamo sfondato gran parte dei pavimenti e putrellato quel che restava. Le pareti le abbiamo impregnate di un materiale traspirante e antimuffa, e in alcuni punti rinforzate con tralicci e giunture in metallo. Abbiamo costruito pozzi profondi per l'acqua, e fosse capienti per interrare gli alberi. Ci vuole molto spazio per un albero. [...] Il difficile è progettare gli spazi. Ma per fortuna Furio ha questa capacità ingegneristico-architettonica: lui vede uno spazio vuoto e si disegna in testa come riempirlo. [...] Si trattava di prevedere ampie zone a prato, alternandole a zone lastricate. Bisognava anche trovare il punto esatto dove ospitare, per ogni stanza, l'esemplare arboreo più importante e impegnativo. Progettare zone in ombra, che però, non siano angoli negletti della casa; e zone assolate per piante che necessitano di un forte fonte di calore. Disegnare giardini interni, con tanto di rocce, fonti d'acqua, scarpate. Infine scegliere i materiali più idonei per le varie pavimentazioni. Senza parlare dei sistemi idraulici, aeranti, concimanti; i condizionatori, i nebulizzatori, i deumidificatori; le illuminazioni e le temperature a tempo; senza contare l'aspetto puramente estetico, ad esempio la schermatura di visuali poco gradite nonché, al contrario, l'apertura di varchi su panorami ameni. [...] Al pioppo abbiamo dato la posizione di massima centralità: è piantato al pianterreno, in un buco profondissimo che attraversava tutte le cantine, e arriva fin quasi a toccare la cupola di pexiglas; intorno ha il vuoto: gli abbiamo scavato in giro i pavimenti di due piani, soffitto compreso, in modo che lui adesso percorre la casa nel totale della sua altezza, e a ogni piano abbiamo lasciato, intorno al buco, una piccola balaustra in pietra, così che ci sia agevole guardarlo da vicino e, nel caso avesse qualche male, curarlo in ogni punto della sua altezza spaventosa." Il curare ogni giorno le sue piante, l'inventare metodi di irrigazione o ventilazione o di oscillazione per le piante, il pazientare giorno per giorno la loro crescita, cambia il vivere di Gaspare.

## Narratore e focalizzazione
Il narratore è interno, dato che il libro è scritto in prima persona. Infatti l'autrice veste i panni del protagonista.